# Чушка коса
45° 20′ 23″ N 36° 40′ 31″ E / 45.33972° С; 36.67528° И
Чушка коса (рус. Коса Чушка) уска је пешчана превлака у источном делу Керчког мореуза који спаја Азовско са Црним морем. Административно припада Темрјучком рејону Краснодарске покрајине Русије. Протеже се у правцу север-југ у дужини од 18 километара. Раздваја Керчки пролаз од Таманског и Динског залива на истоку.
Западна обала превлаке је знатно стрмија и равнија у поређењу са источном која је доста нижа и разуђенија. Нарочито је разуђен југоисточни део обале уз који се налазе бројна мања пешчана острва. У основи Чушке косе налазе се кварцни пескови са примесама гранита. 
Име превлаке потиче од локалног назива за делфине који су некада били бројни на том подрачју, а које су локални становници називали „чушкама” или „морским свињама”. На превлаци се налази једна од најзначајнијих руских морских лука, Порт Кавказ.
Године 1944. превлака је са суседним Кримом била повезана железничким мостом који није био дугог века пошто га је у зиму исте године лед потпуно уништио.  Од 1955. из луке Порт Кавказ се одвија редован трајектни саобраћај са суседним Керчом.